# Orrin Frink
 Orrin Frink  (* 31. Mai 1901 in Brooklyn, New York; † 4. März 1988 in Kennebunkport, Maine) war ein US-amerikanischer Mathematiker und Hochschullehrer. Er definierte 1954 in der Mathematik das Frink-Ideal als eine bestimmte Art von Teilmenge einer teilweise geordneten Menge.

## Leben und Forschung
Frink studierte an der Columbia University, wo er 1922 seinen Bachelor-Abschluss und 1923 seinen Master-Abschluss erhielt. 1926 promovierte er dort mit der Dissertation: The Operations of Boolean Algebras. Von 1925 bis 1926 war er Ausbilder an der Princeton University, bis 1927 Stipendiat des National Research Council in Chicago und bis 1928 an der Princeton University. Danach war er bis 1929 Assistenzprofessor, bis 1933 außerordentlicher Professor und bis 1969 Professor an der University of Pennsylvania. Während des Zweiten Weltkrieges war er von 1944 bis 1945 stellvertretender Chefingenieur im Special Projects Laboratory der Wright-Patterson Air Force Base. Von 1960 bis 1961 und von 1965 bis 1966 war er Fulbright-Dozent in Dublin, Irland. Seine Erdős-Zahl beträgt 3.
1931 heiratete er die Mathematikerin Aline Huke Frink, mit der er drei Kinder hatte. Nachdem beide 1969 in den Ruhestand getreten waren, zogen sie nach Kennebunkport, Maine. 2006 übergab ihr Sohn John Frink der mathematischen Abteilung der Pennsylvania State University 100.000 US-Dollar für ein Trustee Matching Stipendium in Gedenken an seine Eltern Orrin und Aline Frink.

## Veröffentlichungen
- mit Garrett Birkhoff: Representations of lattices by sets, Journal: Trans. Amer. Math. Soc. 64 (1948), 299–316.
- Representations of Boolean algebras, Bull. Amer. Math. Soc. vol. 47 (1941) pp. 755–756.
- Complemented modular lattices and projective spaces of infinite dimension, Trans. Amer. Math. Soc. vol. 60 (1946) pp. 452–467.
- Ideals in Partially Ordered Sets, 1954, American Mathematical Monthly. 61.